# Gomance
Gomance este o arie protejată (sit de importanță comunitară — SCI) din Croația întinsă pe o suprafață de 214,94 ha, integral pe uscat.

## Localizare
Centrul sitului Gomance este situat la coordonatele 45°30′07″N 14°25′37″E / 45.501893°N 14.427065°E.

## Înființare
Situl Gomance a fost declarat sit de importanță comunitară în iulie 2013 pentru a proteja un număr necunoscut de specii din flora spontană și fauna sălbatică aflate în arealul zonei.

## Biodiversitate
Situată în ecoregiunile alpină și mediteraneană, aria protejată conține 2 habitate naturale: Pajiști uscate seminaturale și facies de acoperire cu tufișuri pe substraturi calcaroase (Festuco-Brometalia) (* situri importante pentru orhidee), Ape puternic oligomezotrofe cu vegetație bentonică cu Chara spp..
La baza desemnării sitului se află un număr nedeclarat de specii protejate.